# Jüdischer Friedhof (Wickede)

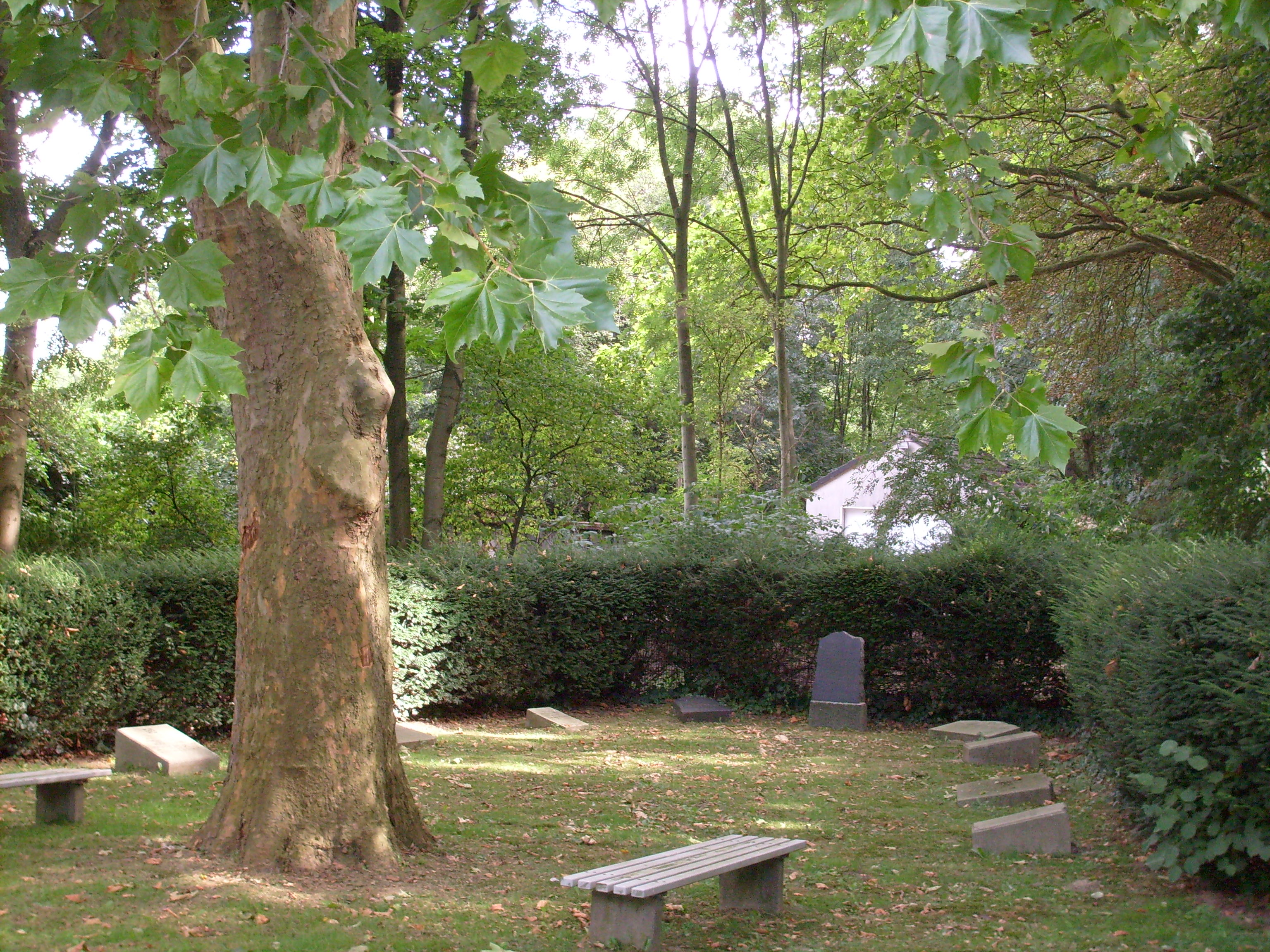
Jüdischer Friedhof Wickede

Der Jüdische Friedhof Wickede ist ein jüdischer Friedhof im Stadtteil Wickede der Stadt Dortmund. Er liegt an der Straße „Fränkischer Friedhof“ südlich vom evangelischen Friedhof.
Auf dem 250 m² großen Gelände stehen acht Grabsteine und ein Gedenkstein. Sieben der Grabsteine sind Kopien. Bezogen auf die Grabsteine war der Friedhof schon 1871 in Benutzung. 
Im Jahre 1940 fanden Umbettungen statt. 1946 wurde die Anlage geschaffen und ein etwa 1,2 × 0,8 Meter großer Gedenkstein gesetzt. Seine Inschrift lautet: „An dieser Stelle hat der israelitische Friedhof der Gemeinde Wickede seit ungefähr 150 Jahren bestanden und ist 1938 dem Rassenhaß und der Unduldsamkeit zum Opfer gefallen. Die jetzt geschaffene Grün- und Ruheanlage ist in den Besitz der Stadt Dortmund übergegangen und wird der Obhut und Pflege aller Bürger anvertraut. Diese Anlage wurde 1946 geschaffen.“
Der Friedhof ist als Baudenkmal in die Denkmalliste der Stadt Dortmund eingetragen.